# Kristina Mundt
Kristina Mundt(-Richter) (* 25. Januar 1966 in Merseburg) ist eine frühere deutsche Ruderin.

## Karriere
Kristina Mundt startete für die Rudergesellschaft Wiking im SC DHfK Leipzig. Ihre Trainerin war Sabine Dähne. Mundts Karriere erstreckte sich über elf Jahre, war jedoch immer wieder von Verletzungen unterbrochen. Siebenmal musste sie am rechten Ellenbogen operiert werden. Im Doppelvierer wurde die Skullerin 1985 und 1994 Weltmeisterin. Ihre größten Erfolge feierte sie im Rahmen der Olympischen Spiele. 1988 und 1992 konnte sie Olympiagold im Doppelvierer gewinnen.
Für den Gewinn der Goldmedaille 1992 erhielt sie am 23. Juni 1993 das Silberne Lorbeerblatt.
Von 1988 bis 1992 studierte Kristina Mundt an der DHfK Sport und arbeitet heute für die AOK. Sie ist mit dem Ringertrainer Jörg Richter verheiratet, mit dem sie drei Kinder hat. 1992 wurde sie mit dem Bambi ausgezeichnet.
Kristina Mundt wurde 1986 und 1988 mit dem Vaterländischen Verdienstorden in Gold ausgezeichnet.